# Oliver Mommsen
Pour les articles homonymes, voir Mommsen.
Oliver Mommsen né le 19 janvier 1969 à Düsseldorf, est un acteur allemand. 

## Filmographie

### Cinéma
- 1998 : Die heilige Hure
- 2002 : Junimond
- 2011 : Sie hat es verdient
- 2011 : SOKO Stuttgart
- 2012 : Der Staatsanwalt

### Télévision
- 2000 : Mission sauvetages (Die Rettungsflieger)
- 2000 : Un cas pour deux (Ein Fall für zwei)
- 2001 - 2013 : Tatort (23 épisodes) (série télévisée)
- 2003 : Fortune et Trahisons (Der Fürst und das Mädchen) (série télévisée)
- 2004 : Kommissarin Lucas
- 2005 : Tote Hose – Kann nicht, gibt’s nicht
- 2005 : Der Dicke
- 2006 : Eine Robbe zum Verlieben
- 2007 : Eine Robbe und das große Glück
- 2008 : Les Justicières de la nuit (Putzfrau Undercover) (TV)
- 2008 : En quête de preuves (Im Namen des Gesetzes) (série télévisée)
- 2009 : Berlin section criminelle (Der Kriminalist)
- 2009 : Woran dein Herz hängt
- 2009 : Facteur 8 : Alerte en plein ciel (Faktor 8 – Der Tag ist gekommen) (TV)
- 2010 : À quoi pensent les hommes ? (Sind denn alle Männer Schweine) (TV)
- 2010 : SOKO Stuttgart
- 2012 : Ma mère est un robot (Mich gibt’s nur zweimal) (TV)
- 2012 : Mick Brisgau (Der Letzte Bulle) (épisode : Vater Mutter Kind)
- 2013 : Stiller Abschied (TV)
- 2013 : Komasaufen (TV)
- 2014 : Ohne dich (TV)
- 2019 : Papa par accident (TV)